# Centrum für religionsbezogene Studien
Das Centrum für religionsbezogene Studien (CRS; bis 2014 Centrum für Religiöse Studien) ist eine im Dezember 2003 eröffnete Einrichtung der Universität Münster, in welcher Lehrstühle und Professuren jüdischer, islamischer und christlich-orthodoxer Provenienz zum Zweck der religionsbezogenen und der interreligiösen Forschung und Lehre auf wissenschaftlicher Grundlage zusammengeschlossen sind. Dem Centrum angegliedert ist das Seminar für Allgemeine Religionswissenschaft der Universität. Bekannt geworden ist das Centrum vor allem dadurch, dass es  bundesweit den ersten Lehramtsstudiengang für Islamunterricht an öffentlichen Schulen anbot.

## Struktur
Geschäftsführender Direktor des CRS ist aktuell der orthodoxe Theologe Assaad Elias Kattan, stellvertretende Direktorin die Judaistin, Regina Grundmann. Von 2002 bis 2005 war Thomas Bauer Direktor des Instituts. Zu der Zeit war auch Lamya Kaddor Mitglied des Vorstandes.
Im Einzelnen werden im CRS vertreten:
- eine Professur für Judaistik – durch: Regina Grundmann (seit 2009)
- ein Lehrstuhl für Christlich-Orthodoxe Theologie – durch: Assaad Elias Kattan (seit 2005); Anastasios Kallis (1979–1999)
- ein Lehrstuhl für Religion des Islam – durch: Sven Kalisch (2004–2010); bzw. eine Professur für Islamische Religionspädagogik – durch: Mouhanad Khorchide (seit 2010)
- an das CRS angegliedert: ein Lehrstuhl für Allgemeine Religionswissenschaft – durch: Annette Wilke (seit 1998)

Kooperationspartner des CRS sind:
- die Evangelisch-Theologische Fakultät
- die Katholisch-Theologische Fakultät
- das Institutum Judaicum Delitzschianum
- die Seminar für Allgemeine Religionswissenschaft
- das Institut für Arabistik und Islamwissenschaft
- das Exzellenzcluster „Religion und Politik“.

## Rechtsstreit
Von Juli 2008 bis Oktober 2011 gab es juristische Auseinandersetzungen zwischen Kaddor und dem Centrum für Religiöse Studien. 
Ein Prozess endete mit einer Verpflichtung Kalischs, eine gegen Kaddor gerichtete Behauptung nicht mehr zu wiederholen bzw. zu verbreiten. 
Ein weiterer Prozess endete mit der Einstellung des Verfahrens; die Richter rügten dabei, die Staatsanwaltschaft Münster habe einseitig gegen Kaddor ermittelt.